# Ivy Quainoo
Ivy Quainoo (Berlino, 25 agosto 1992) è una cantante tedesca di origini ghanesi.

## Carriera
Nel febbraio 2012 ha vinto la prima edizione del talent show The Voice of Germany. Il suo primo album discografico Ivy, uscito nel marzo 2012, è stato trascinato al successo anche dal singolo Do You Like What You See. Nel 2013 ha vinto il premio Echo come artista femminile dell'anno. Nel settembre 2013 pubblica l'album Wildfires.

## Discografia
Album
- 2012 - Ivy
- 2013 - Wildfires